# Nicola Perscheid

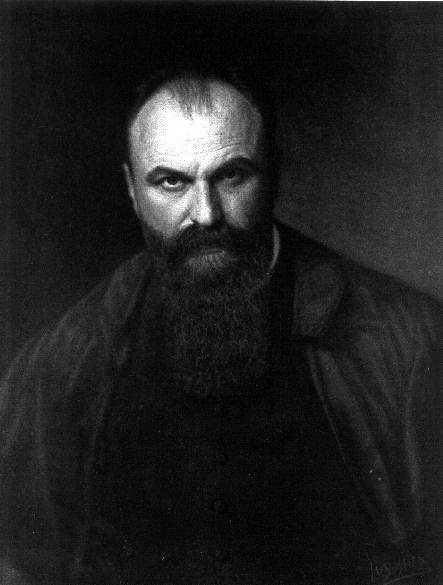
Självporträtt från 1923

Nicola Perscheid, egentligen  Nikolaus Perscheid, född 3 december 1864 i Moselweiss i Koblenz, död 12 maj 1930 i Berlin, var en tysk fotograf och en av de första professionella fotograferna i Tyskland. År 1891 utnämndes han till kunglig hovfotograf i kungariket Sachsen. Under de följande årtiondena var han en efterfrågad porträttfotograf. Runt 1920 utvecklade han det mjuktecknande så kallade perscheidobjektivet.
Vid sidan av sitt arbete som fotograf ägnade han sig åt undervisning och höll föredrag i Tyskland, Danmark och Sverige. Bland hans studenter fanns Henry B. Goodwin och Curt Götlin.